# Kwas γ-linolenowy
Kwas γ-linolenowy (GLA) – organiczny związek chemiczny z grupy kwasów tłuszczowych omega−6. Jest prekursorem prostaglandyny PGE1 – hormonalnie czynnej pochodnej kwasu arachidonowego, obdarzonej licznymi funkcjami biologicznymi.

## Skutki niedoboru
Brak GLA powoduje, że skóra staje się sucha i traci elastyczność, co znacznie przyspiesza tworzenie się zmarszczek. Niedobór ten sprawia, że naturalna odporność skóry na szkodliwe działanie czynników zewnętrznych zanika, a ranki i pęknięcia naskórka trudniej się goją.

## Zastosowanie
Kwas γ-linolenowy powstaje w wyniku Δ-6-desaturacji kwasu linolowego i ulega dalszym przemianom do szeregu produktów istotnych dla prawidłowego funkcjonowania przemiany materii. Tworzenie kwasu γ-linolenowego jest reakcją wolną i limitującą cały metabolizm kwasu linolowego, zwłaszcza u ludzi. Zaburzenia Δ-6-desaturacji, występujące m.in. w cukrzycy i atopowym zapaleniu skóry, prowadzą do zbyt niskiego poziomu kwasu γ-linolenowego. Stwierdzono, że dla złagodzenia komplikacji cukrzycowych konieczne jest spożywanie dużych ilości kwasu linolenowego (30–50 g), co jednak często nie prowadzi do poprawy stanu zdrowia. Obiecujące wyniki dało natomiast badanie, w którym pacjenci spożywali kwas γ-linolenowy (w dawkach dziennych 0,32 g w postaci oleju wiesiołkowego).
W badaniu z roku 2003 wykazano, że stosowanie kwasu γ-linolenowego w diecie nie wpływa na przebieg atopowego zapalenia skóry. 
W innym badaniu stwierdzono, że kwas γ-linolenowy nie ma wpływu na objawy schizofrenii.

## Występowanie
Kwas GLA zawarty jest w nasionach wiesiołka, konopi siewnych, w ogóreczniku lekarskim, spirulinie oraz w nasionach czarnej porzeczki.